# Xanthandrus
Xanthandrus is een vliegengeslacht uit de familie van de zweefvliegen (Syrphidae).

## Soorten
- X. azorensis Frey, 1945
- X. comtus

Platte zweefvlieg (Harris, 1780)
- X. mexicanus Curran, 1930
- X. parhyalinatus (Bigot, 1822)